# Aegelsee

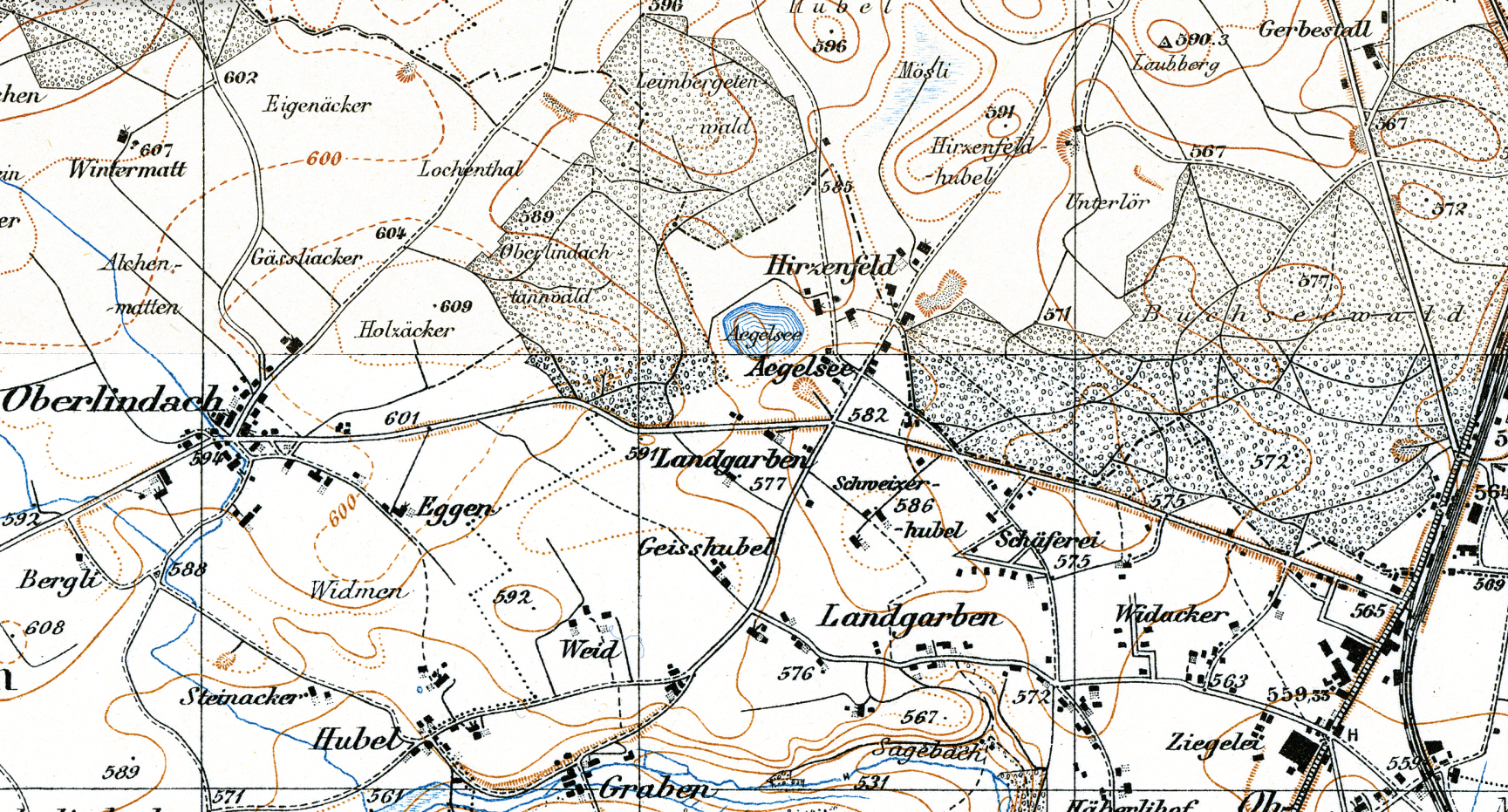
Karte des Aegelsees von 1926

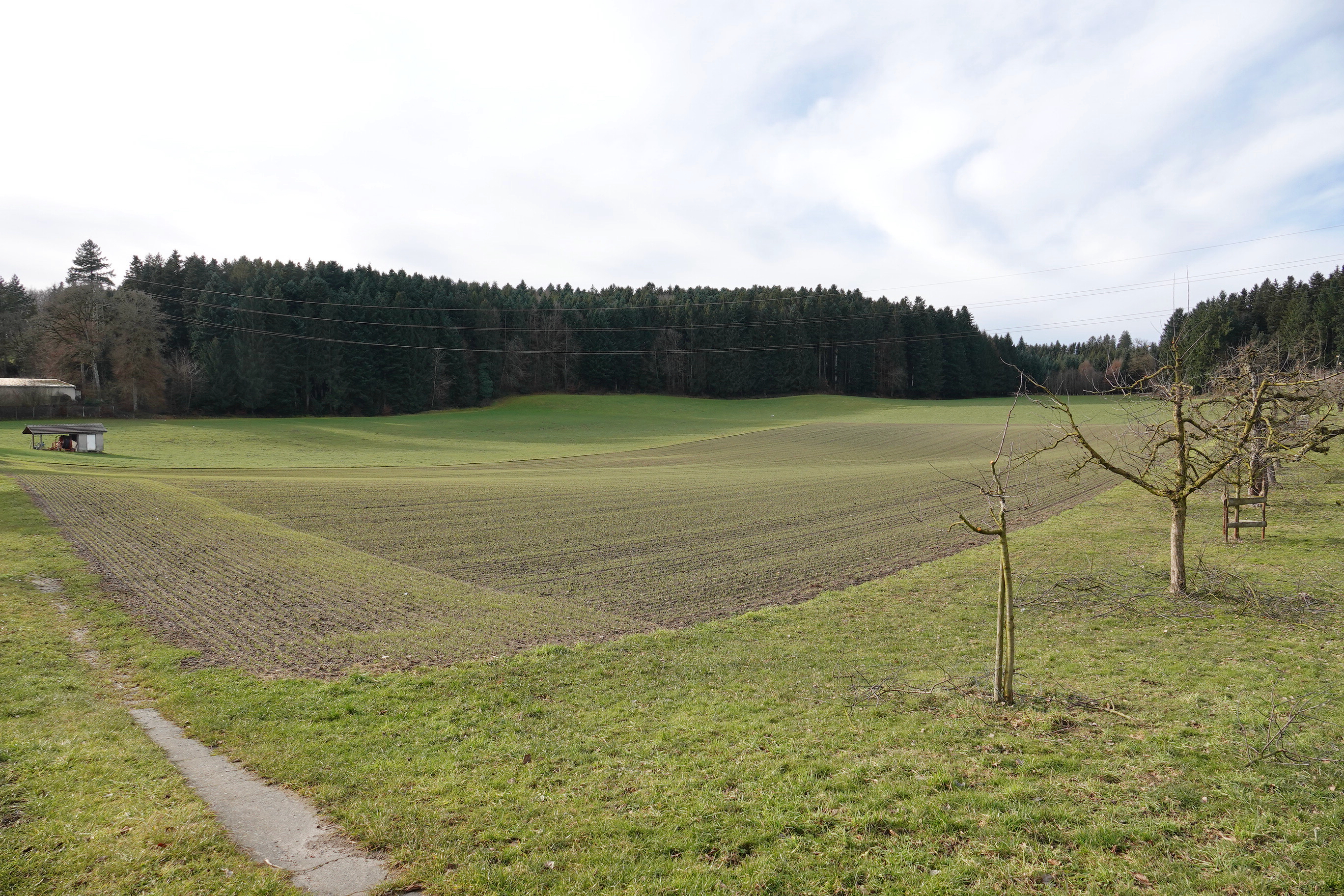
Ansicht der Senke des trockengelegten Aegelsees von 2025, Blick in Richtung Westen.

Der Aegelsee war ein See in der Gemeinde Zollikofen, nahe den Grenzen zu Münchenbuchsee und Kirchlindach im Schweizer Kanton Bern. An seinem ehemaligen Ufer liegt der gleichnamige Weiler.
Es handelte sich um einen Toteissee, der durch den Gletscherrückzug entstanden war. Er verfügte über keinen natürlichen Abfluss. Um 1947/1948 wurde der Aegelsee trockengelegt. Auf dem einstigen Grund des Aegelsees steht ein Pumphäuschen, das verhindert, dass sich wieder ein See bildet.